# Années 680 av. J.-C.
Les années 680 av. J.-C. couvrent les années de 689 av. J.-C. à 680 av. J.-C.

## Événements
- Vers 690-670 av. J.-C. : première guerre de Messénie, datée traditionnellement, selon Pausanias de 743/724 av. J.-C.. Conquête de la plaine de Messénie par Sparte[1].
- 689 av. J.-C. : révolte de Babylone contre les Assyriens. Sennacherib détruit la ville en grande partie[2].

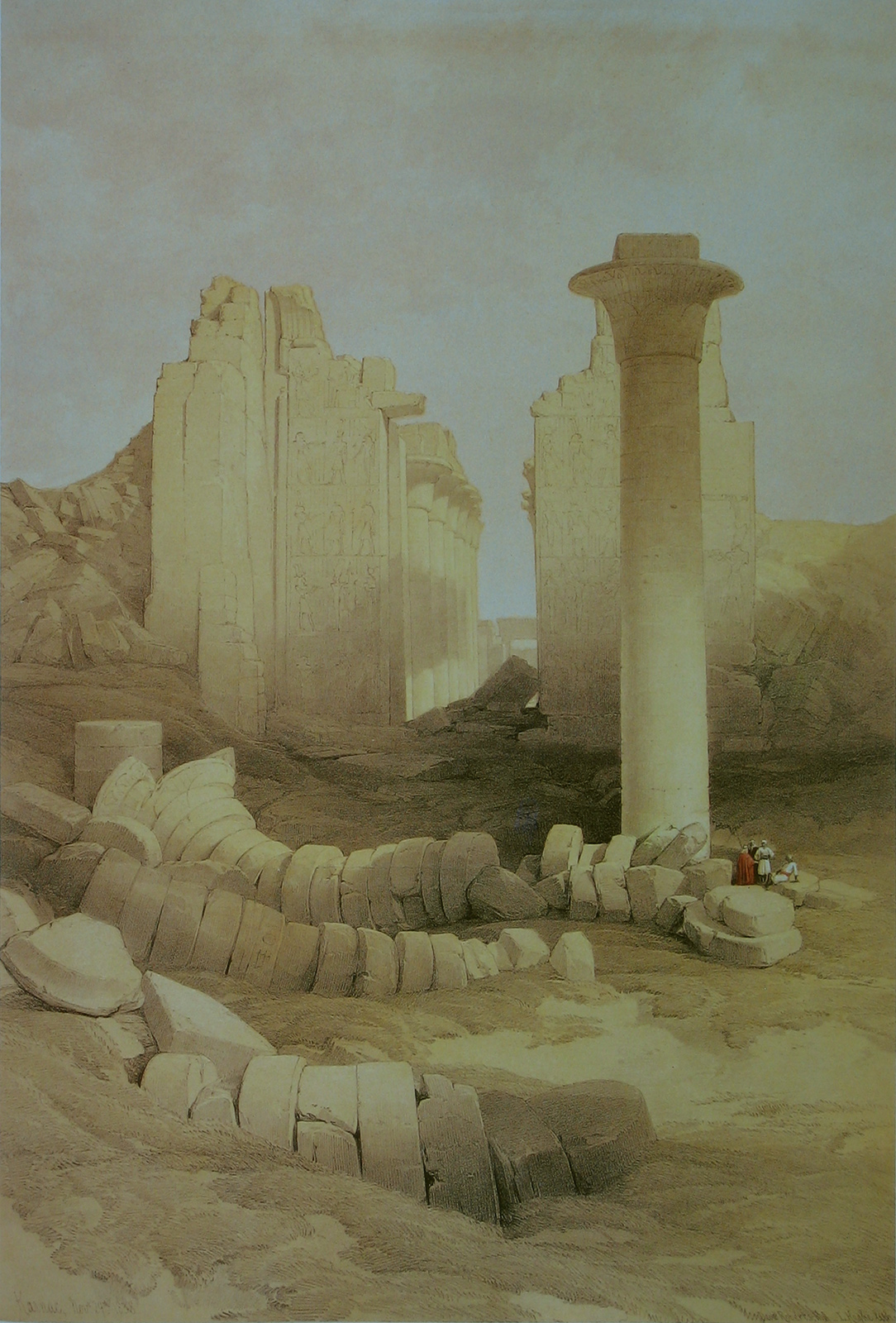
Colonne de Taharqa, dans le temple de Karnak. Aquarelle de David Roberts, 1838.

- 689-664 av. J.-C. : règne de Taharqa le Grand qui succède à son frère Sabataka comme roi de Napata et pharaon d'Égypte[2]. Sous son règne, la XXVe dynastie Couchite atteint son apogée. Son empire s’étend de la Méditerranée au sud de la VIe cataracte, vraisemblablement jusqu’à Kosti sur le Nil Blanc et jusqu’à Sennar sur le Nil Bleu. Taharqa réside à Tanis, dans le delta, mais s’intéresse à la Haute-Égypte et à la Nubie. Il étend sa domination au sud au-delà de la VIe cataracte. Il met en valeur le bief de Dongola et fait construire de nombreux temples, de Thèbes à Napata. Afin de ne pas être victime de la puissance du clergé, il nomme un gouverneur du sud[3].

- Vers 689/688 av. J.-C. : fondation sur la côte sud de la Sicile, par des colons venus de Rhodes et de Crète d'un établissement pré-colonial (Lindioi), futur site de la cité de Gela[4].
- 688 av. J.-C. : le pugilat fait son apparition au programme des Jeux olympiques. Onomaste de Smyrne remporte le premier titre olympique de cette discipline[5].
- Vers 688-675 av. J.-C. : règne du roi légendaire Achéménès, fondateur de la dynastie perse des Achéménides[6].

- 687-680 av. J.-C. : règne de Humban-haltash Ier, roi d’Élam[2].
- Vers 687 av. J.-C. : les Mégariens fondent la colonie de Chalcédoine sur la rive asiatique du Bosphore, à l'entrée orientale du Pont[7].

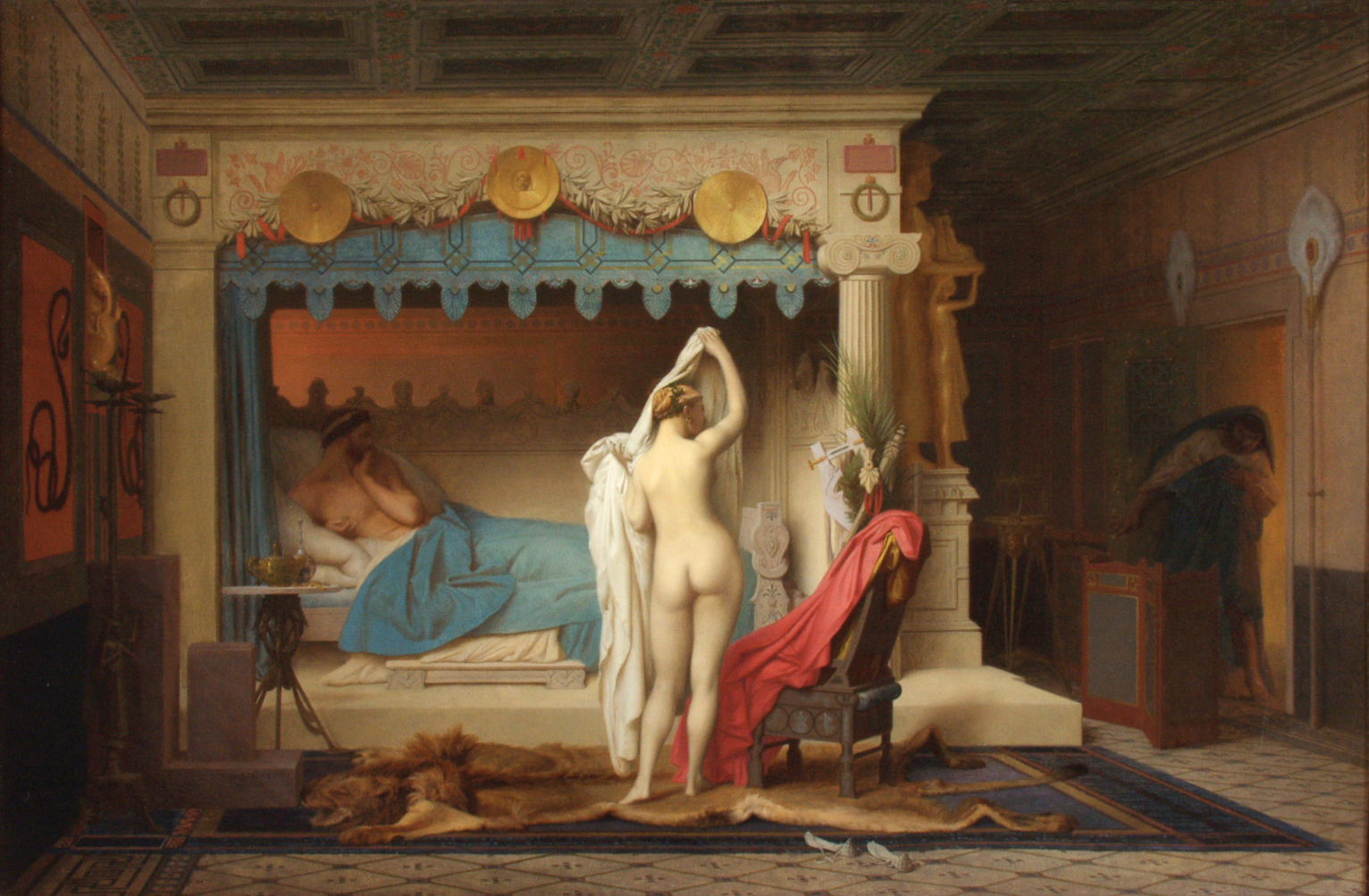
Candaule montrant son épouse à Gygès, toile de Jean-Léon Gérôme (1859)

- Vers 687 ou 685 av. J.-C. : Gygès renverse Candaule, dernier roi héraclide de Lydie, et fonde la dynastie des Mermnades. Il règne jusqu’en 644 av. J.-C.. Il repousse les Cimmériens et les Assyriens, puis s’empare de Colophon en Ionie. La Lydie étend sa suprématie sur toute l’Anatolie (687-546 av. J.-C.)[2],[8].
- 685-643 av. J.-C. : règne du duc Huan de Qi ; après trois ans de luttes, il remporte une victoire décisive sur le duc de Lu Zhuang (r. 693-662 av. J.-C.) en 681 av. J.-C.. Après avoir repoussé une invasion de nomades à la tête d’une coalition d’États, il s’empare du pouvoir et devient le premier des Cinq Hégémons en 667 av. J.-C.[9].

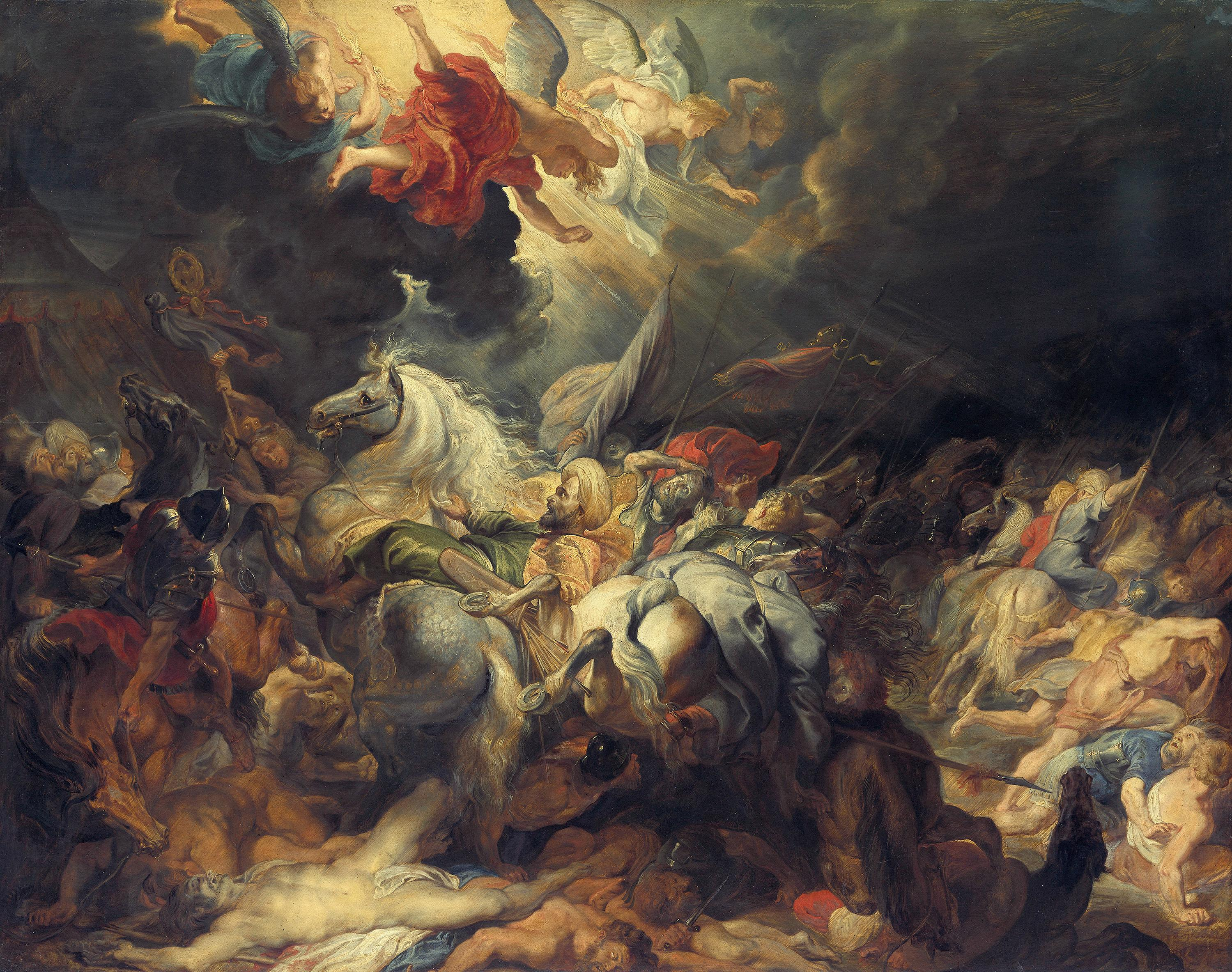
La défaite de Sennachérib, par Rubens.

- Vers 685 av. J.-C. : l’armée de Sennacherib avance jusqu’à Péluse. L’expédition contre l’Égypte tourne court à la suite d’une épidémie qui décime l’armée assyrienne[2].
- 684 av. J.-C. : Télésiclès, membre de la classe supérieure de Paros et père du poète élégiaque Archiloque, dirige la première opération de colonisation de Thasos[10].
- 683 av. J.-C. : Premières magistratures annuelles à Athènes ; début de la liste des archontes choisis parmi les Eupatrides[11].
- 681-677 av. J.-C. : règne de Zhou Xiwang quatrième roi des Zhou Orientaux en Chine[12].

- 681-669 av. J.-C. : règne d’Assarhaddon, roi d’Assyrie[2].
  - Janvier 681 av. J.-C. : Sennacherib est assassiné par l’un de ses fils à Ninive[2] (ou 680[13]). Ses héritiers se disputent le trône.
  - Mars 680 av. J.-C. : Assarhaddon, le plus jeune, mais désigné comme successeur par son père en 685 av. J.-C., entre dans Ninive et s’assoit sur le trône. Ses frères réussissent à fuir en Urartu, mais leurs partisans sont mis à mort. Assarhaddon semble avoir vécu dans une certaine crainte, entouré d’astrologues et en permanence attentif aux présages. Il reste confiné dans son palais[2].
- Vers 680 av. J.-C. : En Italie, fondation de Locres Épizéphyrienne par des colons venus de Locride[14].